# Bourse subdeltoïdienne
La bourse subdeltoïdienne (ou bourse séreuse sous-deltoïdienne) est la bourse synoviale située entre la partie supéro-externe de l'articulation gléno-humérale et la face profonde du muscle deltoïde.
Elle communique avec la bourse subacromiale formant la bourse sous-acromio-deltoïdienne.